# Діти змін
Діти змін (рос. Дети перемен) — російський драматичний, кримінальний телесеріал. Його дія відбувається в 90-ті — це час, коли «життя за поняттями» розділяло навіть найближчих людей і брат був готовий вбити брата. Виробництвом телесеріалу займалася кінокомпанія «START Studio» за підтримки «НМГ Студії» та телеканалу «НТВ». Прем'єра телесеріалу відбулася 21 листопада 2024 року в онлайн-кінотеатрах «START» та «Wink».

## Сюжет
Події розгортаються в далекому 1995 році. У Флори, водійки тролейбуса, троє синів від різних чоловіків, які зовсім не схожі один на одного. Саме в той час з'являються підпільні клуби, а на вулицях тривають смертельні розбірки. Кожен із трьох братів зберігає свої таємниці та заводить нових друзів. І, в результаті, ця сім'я починає руйнуватися…

## Акторський склад
| Актор              | Роль                                                              |
| ------------------ | ----------------------------------------------------------------- |
| Вікторія Ісакова   | Флора мати Петра, Юри та Руслана, водійка тролейбуса              |
| Слава Копєйкін     | Петро старший син Флори, брат Руслана та Юри, права рука Михалича |
| Хетаг Хинчагов     | Руслан молодший син Флори, брат Юри та Петра                      |
| Макар Хлєбніков    | Юра середній син Флори, брат Руслана та Петра                     |
| Тимофій Трібунцев  | Сергій «Михалич» Жигалін кримінальний авторитет                   |
| Кузьма Котрельов   | Віктор Самохін міліціонер, друг Юри                               |
| Сергій Гільов      | Генріх Павлович Булкін батько Юри                                 |
| Олександр Яценко   | Валєра співак, артист                                             |
| Артем Кошман       | Лев (Енштейн) друг Руслана                                        |
| Лев Зулькарнаєв    | Родіон друг Юри                                                   |
| Артем Бистров      | Сальников начальник УВС                                           |
| Денис Парамонов    | Липчук міліціонер                                                 |
| Софія Лебедєва     | Саша Лєбєдь дівчина Юри                                           |
| Дар'я Матвєєва     | Умка                                                              |
| Руслан Братов      | Лаша колишній чоловік Флори, батько Руслана, торговець на ринку   |
| Олександр Матросов | Карась батько Петра, кримінальник                                 |
| Філіп Дячков       | Ряба бандит із угруповання Михалича                               |
| Андрій Максимов    | Борис музичний продюсер                                           |
| Ганна Снаткіна     | Марина мама Родіона                                               |

## Епізоди
| № серії | Назва серії    | Режисер(и)     | Сценарист(и)   | Оригінальна дата виходу |
| --- | -------------- | -------------- | -------------- | ----------------------- |
| 1 | Буде оголошено | Буде визначено | Буде визначено | 24 листопада 2024       |
| За вікном 90-х, водію тролейбуса Флорі вдається дбати про трьох синів від різних чоловіків. Сімейний побут убогий, зате всі ситі. Хлопці дорослішають, і у них з'являються свої інтереси, про які не здогадується мама. Молодший, Руслан, ще навчається у школі. Старший, Петро, мріє про оперну сцену, але на службі у кримінального авторитета важко займатися вокалом. Середній, Юрко, стає свідком убивства і сам дивом уникає смерті. Але це ще не привід ховатись від життя.       |                |                |                |                         |
| 2 | Буде оголошено | Буде визначено | Буде визначено | 24 листопада 2024       |
| Поки нові господарі життя спускають статки в підпільних клубах, простим людям доводиться крутитися, щоб купити їжу. Батько Руслана має точку на ринку, а сам школяр торгує китайськими фенами замість навчання. Навіть Генріх, другий чоловік Флори, який місяцями чекає на зарплату, готовий зробити перший крок на ниві малого бізнесу. У місті пробиваються паростки чесної комерції, але це не до вподоби його кримінальному королю Михаличу. І дуже скоро авторитет провчить Петра. |                |                |                |                         |
| 3 | Буде оголошено | Буде визначено | Буде визначено | 28 листопада 2024       |
| Колишній слідчий Віктор намагається втекти, проте потрапляє на гачок людей більш впливових за корумпованих колег. Завод, якому Генріх віддав половину життя, закривається, у цеху, де збирали комбайни, тепер збивають труни. Безробітний інженер за звичкою шукає втіху в алкоголі, Флора переконана: його час рятувати. Чутки про воскреслого артиста Валерія доходять до Михалича. Петро готується до неприємностей, але Карась пропонує синові радикальне вирішення всіх проблем.    |                |                |                |                         |
| 4 | Буде оголошено | Буде визначено | Буде визначено | 5 грудня 2024           |
| Флора бере порятунок Генріха до своїх рук і відвозить колишнього чоловіка з дачі Марини. Чи є шанс вивести інженера із запою, коли його життя втратило сенс? Після нападу колеги Віктор лежить у лікарні, але виявляється, що сліпота — не перешкода справжній романтиці. Після знайомства з Умкою колишній слідчий приймає пропозицію про небезпечну роботу. У Ейнштейна — серйозні прикрощі. Тепер, щоби захистити друга, Руслану доводиться просити Петю про допомогу.                |                |                |                |                         |
| 5 | Буде оголошено | Буде визначено | Буде визначено | 12 грудня 2024          |
| Петро постає на чолі злочинного угруповання. Усі думки кримінального авторитета-початківця тепер зайняті помстою. Лаша та Генріх одночасно згадують про колишню дружину. Але чи потребує Флора їхньої уваги? Світська бесіда Юри та Родіона обертається серйозною сваркою, коли митець встає на захист честі коханої дівчини. Конфлікт із другом змушує бібліотекаря шукати розради в поезії.                                                                                            |                |                |                |                         |
| 6 | Буде оголошено | Буде визначено | Буде визначено | 19 грудня 2024          |
| Юрко тяжко переживає зраду і відмовляється виходити з кімнати. Генріх ділиться із сином життєвою мудрістю, яка виявляється йому зовсім не потрібна. Умка сердита на Віктора за те, що той зник на три дні, хоча жодних приводів для ревнощів вона не давала. Петро йде до короля місцевої злочинності, щоб дізнатися, хто прагне його смерті. Виявляється, ще не пізно скасувати вбивство на замовлення, але для цього старшому синові Флори доведеться відвідати мерця.                 |                |                |                |                         |
| 7 | Буде оголошено | Буде визначено | Буде визначено | 26 грудня 2024          |
| Юрко дивиться касету і поспішає скоріше виконати прохання Віктора. Він везе компромат до Москви, хоча мама намагається утримати художника від поїздки, побоюючись, що він потрапить у халепу. Умку залишає натхнення та бажання творити. Петро пропонує скорботній дівчині відвести душу і помститися. Ну, чи просто поговорити та дізнатися один одного ближче. Лаша повертається в життя Флори, і, здається, цього разу колишній чоловік серйозно налаштований.                        |                |                |                |                         |
| 8 | Буде оголошено | Буде визначено | Буде визначено | 2 січня 2025            |
| Петя насолоджується кожною хвилиною, проведеною поряд з Умкою, стрімко втрачаючи авторитет у банди. Стурбовані братки йдуть на уклін до єдиної людини, яка здатна вплинути на їхнього боса. Після трагедії, що сталася з Лашею, у Флорі не залишається внутрішнього вогню. І ще невідомо, чи захоче вбита горем мати рятувати старшого сина. У Руслані немає нічого, окрім ненависті. Заради помсти Петру школяр готовий на все.                                                         |                |                |                |                         |

## Створення
Зйомки проекту стартували 26 червня 2024 року. Вони пройшли у Москві, Жуковському, Санкт-Петербурзі, Владимирі, а також у Протвіно.
Слава Копєйкін зі «Слова пацана» знову з'явився в образі бандита, а його колегою по цеху знову став Лев Зулькарнаєв. Також у телесеріалі знялися Тимофій Трібунцев, Сергій Гільов, Ганна Снаткіна, Олександр Яценко, Андрій Максимов та інші актори. Сценарій було написано всього лише за чотири місяці.
Зйомки завершилися 8 серпня 2024. Усього було знято вісім серій.
У вересні 2024 року проект було представлено на фестивалі онлайн-кінотеатрів «Новий сезон». Передпрем'єрний показ відбувся у кінотеатрі «Художній» 18 листопада 2024.
Прем'єра двох перших серій відбулася 21 листопада 2024 року в онлайн-кінотеатрах «START» та «Wink». Серії виходили по четвергах, остання вийшла 2 січня 2025. Телевізійна прем'єра телесеріалу відбудеться 2025 року на каналі «НТВ».